# Stephen Adler (Physiker)
Stephen Louis Adler (* 30. November 1939 in New York City) ist ein US-amerikanischer Physiker, der sich in den Bereichen der Elementarteilchen und Feldtheorie spezialisiert hat.

## Werdegang
Adler erhielt den Bachelor an der Harvard University 1961 und den Ph. D. der Princeton University 1964. 1964 bis 1966 war er Junior Fellow in Harvard. Er wurde 1966 Mitglied des Institute for Advanced Study, 1969 ordentlicher Professor für Theoretische Physik und 1979 ebendort New Jersey Albert Einstein Professor. 2010 wurde er emeritiert.
Adler gewann u. a. den Sakurai-Preis der American Physical Society 1988 und die Dirac-Medaille (ICTP) des International Centre for Theoretical Physics 1988. 1974 wurde er in die American Academy of Arts and Sciences aufgenommen, im Jahr darauf in die National Academy of Sciences. 1987 wurde er zum Fellow der American Association for the Advancement of Science gewählt.
Adlers Forschungen in den Bereichen der Hochenergie-Neutrinoprozesse, Soft-Pion-Theoreme, Summenregeln und insbesondere die Entdeckung der Adler-Bell-Jackiw Anomalie lieferten wichtige Bausteine für das Verständnis der heutigen Elementarteilchenphysik. In den 1980er Jahren beschäftigte sich Adler u. a. mit Monopolen in Yang-Mills-Theorien und mit der induzierten Gravitation, einer ursprünglich von Andrei Sacharow (1968) stammenden Theorie der Gravitation als Effekt von Vakuumfluktuationen.